# Кубок мира по чекерсу 2016
II Кубок мира по чекерсу — соревнования по чекерсу (английским шашкам), которое проводились в 2016 году в виде серии открытых чемпионатов нескольких стран. Некоторые этапы Кубка Европы войдут в зачёт Кубок мира с добавлением открытых национальных чемпионатов не европейских стран.

## Регламент
6 лучших участников каждого этапа получают очки согласно занятому месту.
| Место | 1  | 2  | 3  | 4  | 5  | 6  |
| ----- | -- | -- | -- | -- | -- | -- |
| Очки  | 22 | 18 | 15 | 13 | 12 | 11 |

В зачёт Кубка мира идут только три лучших результата, показанных на всех этапах. Спортсмен, набравший лучшую сумму очков, провозглашается победителем Кубка мира по чекерсу.

## Итоговое положение
Окончательные результаты не подведены.
| Место | Спортсмен        | Страна            | Очки |
| ----- | ---------------- | ----------------- | ---- |
| 1     | Шэйн Маккоскер   | Северная Ирландия | 44   |
| 2     | Сержио Скарпетта | Италия            | 37   |
| 3     | Рон Кинг         | Барбадос          | 37   |

### Женщины
| Место | Спортсмен         | Страна   | Очки |
| ----- | ----------------- | -------- | ---- |
| 1     | Надежда Чижевская | Украина  | 44   |
| 2     | Wynell Neverson   | Барбадос | 40   |
| 3     | Wilma Branch      | Барбадос | 40   |

## Этапы
| Номер | Дата            | Название                     | Формат | Призёры |
| ----- | --------------- | ---------------------------- | ------ | --- |
| 1     | 18-22 апреля    | Открытый чемпионат Англии    | 3-move | 1. Шэйн Маккоскер Северная Ирландия · 2. Джон Джоллиф Англия · 3. Фрэнсис Макнелли Ирландия · 4. Фрэнк Моран Ирландия · 5. Том Ки Ирландия · 6. Колин Янг Шотландия                |
| 2     | 13-15 мая       | Открытый чемпионат Италии    | 3-move | 1. Микеле Боргетти Италия · 2. Маттео Бернини Италия · 3. Сержио Скарпетта Италия · 4. Мирко Манчини Италия · 5. Элиа Кантаторе Италия · 6. Роберто Товальяро Италия               |
| 3     | 19-26 июня      | Открытый чемпионат Барбадоса | GAYP   | 1. Рон Кинг Барбадос · |
| 4     | 27 июля-30 июля | Открытый чемпионат США       | 3-move | 1. Сержио Скарпетта Италия · 2. Алекс Моисеев США · 3. Рон Кинг Барбадос · 4. Лубабало Кондло ЮАР · 5. Ричард Беквит США · 6. Джек Фрэнсис Барбадос                                |
| 5     | 22-23 октября   | Открытый чемпионат Чехии     | 3-move | 1. Надежда Чижевская Украина · 2. Дэвид Котин США · 3. Алёна Максимова Украина · 4. Филип Карета Чехия · 5. Мартин Вондра Чехия · 6. Люмир Гатнар Чехия                            |
| 6     | 29-31 октября   | Открытый чемпионат Ирландии  | 3-move | 1. Шэйн Маккоскер Северная Ирландия · 2. Майлс Хэннигэн Северная Ирландия · 3. Игорь Мартынов Германия · 4. Пэдди Дойл · 5. Шин О'Дрисколл Ирландия · 6. Дональд Олифант Шотландия |
| 7     | 3-4 декабря     | Южная Африка                 |        | |
| 8     | 29-31 декабря   | Уганда                       | 3-move | |